# 1040
| 1040               |
| ------------------ |
| Dødsfald - Fødsler |
|                    |

| Gregoriansk kalender | 1040 MXL                |
| Ab urbe condita      | 1793                    |
| Armensk kalender     | 489 ԹՎ ՆՁԹ              |
| Kinesiske kalender   | 3736 – 3737 己卯 – 庚辰 |
| Etiopisk kalender    | 1032 – 1033             |
| Jødisk kalender      | 4800 – 4801             |
| Hindukalendere       |                         |
| - Vikram Samvat      | 1095 – 1096             |
| - Shaka Samvat       | 962 – 963               |
| - Kali Yuga          | 4141 – 4142             |
| Iransk kalender      | 418 – 419               |
| Islamisk kalender    | 431 – 432               |

Konge i Danmark: Knud 3. Hardeknud 1035-1042
Se også 1040 (tal) og 1040 (film)

## Begivenheder
- Hardeknud konge af England

## Dødsfald
- Duncan 1., konge af Skotland